# Fase de classificació de la Copa d'Àfrica de Nacions 2002
Fase de classificació de la Copa d'Àfrica de Nacions de futbol de l'any 2002. Camerun classificat com a campió anterior. Mali classificat com a organitzador.

## Ronda preliminar
Exempts els equips que arribaren a quarts de final de l'edició anterior: Algèria, Egipte, Ghana, Nigèria, Senegal, Sud-àfrica i Tunísia.
| Equip 1                  | Global      | Equip 2       | Anada | Tornada |
| ------------------------ | ----------- | ------------- | ----- | ------- |
| Mauritània               | 0–3         | Burkina Faso  | 0–0   | 0–3     |
| Gàmbia                   | 2–4         | Guinea        | 2–2   | 0–2     |
| São Tomé i Príncipe      | 2–5         | Gabon         | 1–1   | 1–4     |
| Guinea Equatorial        | 1–5         | Angola        | 0–1   | 1–4     |
| Benín                    | 4–8         | Namíbia       | 2–0   | 2–8     |
| Níger                    | 0–7         | Costa d'Ivori | 0–1   | 0–6     |
| Cap Verd                 | 1–3         | Libèria       | 1–0   | 0–3     |
| Sierra Leone             | 2–2 (2–4 p) | Togo          | 2–0   | 0–2     |
| República Centreafricana | 1–3         | RD Congo      | 1–1   | 0–2     |
| Sudan                    | 6–3         | Eritrea       | 5–1   | 1–2     |
| Ruanda                   | 3–6         | Congo         | 2–1   | 1–5     |
| Djibouti                 | 1–4         | Burundi       | 1–3   | 0–1     |
| Botswana                 | 1–2         | Madagascar    | 1–0   | 0–2     |
| Txad                     | 4–4 (7–8 p) | Líbia         | 3–1   | 1–3     |
| Etiòpia                  | 1–2         | Zàmbia        | 1–0   | 0–2     |
| Seychelles               | 0–6         | Zimbàbue      | 0–1   | 0–5     |
| Tanzània                 | 2–4         | Maurici       | 0–1   | 2–3     |
| Uganda                   | 5–2         | Malawi        | 3–1   | 2–1     |
| Lesotho                  | 1–1 (3–2 p) | Moçambic      | 1–0   | 0–1     |
| Swazilàndia              | 3–5         | Kenya         | 3–2   | 0–3     |
| Marroc                   | n/d         | Guinea Bissau | —     | —       |

| Mauritània | 0–0 | Burkina Faso |
| ---------- | --- | ------------ |
|            |     |              |

| Burkina Faso                 | 3–0 | Mauritània |
| ---------------------------- | --- | ---------- |
| Barro 23', 71' · Diabaté 76' |     |            |

Burkina Faso guanyà 3–0 en l'agregat.
| Gàmbia                      | 2–2 | Guinea                |
| --------------------------- | --- | --------------------- |
| Corr 31' (pen.), 44' (pen.) |     | Diané 39' · Youla 87' |

| Guinea                   | 2–0 | Gàmbia |
| ------------------------ | --- | ------ |
| T. Camara 8' · Youla 90' |     |        |

Guinea guanyà 4–2 en l'agregat.
| São Tomé i Príncipe | 1–1 | Gabon         |
| ------------------- | --- | ------------- |
| Tonga 5'            |     | Tamboucha 12' |

 Estádio Nacional 12 de Julho, São Tomé (capital) 
| Gabon                           | 4–1 | São Tomé i Príncipe |
| ------------------------------- | --- | ------------------- |
| Bito'o 17', 21', 70' · Ondo 50' |     | Ramos 88'           |

Gabon guanyà 5–2 en l'agregat.
| Guinea Equatorial | 0–1 | Angola    |
| ----------------- | --- | --------- |
|                   |     | Isaac 72' |

 Estadio La Paz, Malabo
| Angola                                           | 4–1 | Guinea Equatorial |
| ------------------------------------------------ | --- | ----------------- |
| Paulão 14' · Akwá 18' · Mendonça 83' · Isaac 88' |     | Mba 33'           |

Angola guanyà 5–1 en l'agregat.
| Benín                      | 2–0 | Namíbia |
| -------------------------- | --- | ------- |
| Bessan 46' · Latoundji 50' |     |         |

| Namíbia                                                                                | 8–2 | Benín           |
| -------------------------------------------------------------------------------------- | --- | --------------- |
| Nauseb 4' · Goraseb 8', 20', 36' · Tjikuzu 25', 43' · Jacobs 31' (pen.) · Benjamin 77' |     | Assouma 6', 12' |

Namíbia guanyà 8–4 en l'agregat.
| Níger | 0–1 | Costa d'Ivori |
| ----- | --- | ------------- |
|       |     | Dindane 55'   |

| Costa d'Ivori                                         | 6–0 | Níger |
| ----------------------------------------------------- | --- | ----- |
| Bamba 9' · Yoffou 42', 65', 68' · Zézé 77' · Zoko 84' |     |       |

Costa d'Ivori guanyà 7–0 en l'agregat.
| Cap Verd | 1–0 | Libèria |
| -------- | --- | ------- |
| Toni     |     |         |

 Estádio Municipal Adérito Sena, Mindelo
| Libèria                           | 3–0 | Cap Verd |
| --------------------------------- | --- | -------- |
| Weah 3' · Brown 71' · Roberts 83' |     |          |

Libèria guanyà 3–1 en l'agregat.
| Sierra Leone       | 2–0 | Togo |
| ------------------ | --- | ---- |
| Bah 33' · Kanu 51' |     |      |

| Togo                         | 2–0 | Sierra Leone |
| ---------------------------- | --- | ------------ |
| Kader 26' · Salou 60' (pen.) |     |              |
| Tanda de penals              |     |              |
|                              | 4–2 |              |

Togo guanyà 4–2 en els penals després de 2–2 en l'agregat.
| República Centreafricana | 1–1 | República Democràtica del Congo |
| ------------------------ | --- | ------------------------------- |
| Malo 25'                 |     | Yemweni 12'                     |

| República Democràtica del Congo | 2–0 | República Centreafricana |
| ------------------------------- | --- | ------------------------ |
| Yemweni 6' · Mayélé 82'         |     |                          |

RD Congo guanyà 3–1 en l'agregat.
| Sudan                                                                                      | 5–1 | Eritrea    |
| ------------------------------------------------------------------------------------------ | --- | ---------- |
| Khalid Bakhit 4' · Moga 11' · Mohamed Musa Dawod 54' · Hisham Seeni 56' · Amir Mustafa 86' |     | Abraham 6' |

 Khartoum Stadium, Khartoum
| Eritrea                    | 2–1 | Sudan       |
| -------------------------- | --- | ----------- |
| Abreha 33' · Shimangus 45' |     | Richard 66' |

 Asmara Stadium, Asmara
Sudan guanyà 6–3 en l'agregat.
| Ruanda | 2–1 | Congo |
| ------ | --- | ----- |
|        |     |       |

 Stade Amahoro, Kigali
| Congo                                                                               | 5–1 | Ruanda     |
| ----------------------------------------------------------------------------------- | --- | ---------- |
| Eder 6' · Amoros 8' (pen.) · Moyimouadeka 26' · Ngoma-Nanitélamio 61' · Tsoumou 61' |     | Mayele 80' |

Congo guanyà 6–3 en l'agregat.
| Djibouti | 1–3 | Burundi |
| -------- | --- | ------- |
|          |     |         |

 Djibouti
| Burundi | 1–0 | Djibouti |
| ------- | --- | -------- |
|         |     |          |

Burundi guanyà 4–1 en l'agregat.
| Botswana      | 1–0 | Madagascar |
| ------------- | --- | ---------- |
| Selolwane 25' |     |            |

| Madagascar                        | 2–0 | Botswana |
| --------------------------------- | --- | -------- |
| Randrianaivo 3' · Ralaitafika 48' |     |          |

 Mahamasina Municipal Stadium, Antananarivo
Madagascar guanyà 2–1 en l'agregat.
| Txad              | 3–1 | Líbia    |
| ----------------- | --- | -------- |
| Lokissimbaye 2' · |     | Al Masli |

 Stade Omnisports Idriss Mahamat Ouya, N'Djamena
| Líbia                            | 3–1 | Txad         |
| -------------------------------- | --- | ------------ |
| El Taib · Al-Tarhouni · Al Masli |     | Lokissimbaye |
| Tanda de penals                  |     |              |
|                                  | 8–7 |              |

 Estadi 11 de Juny, Tripoli
Líbia guanyà 8–7 en els penals després de 4–4 en l'agregat.
| Etiòpia      | 1–0 | Zàmbia |
| ------------ | --- | ------ |
| Getachew 34' |     |        |

| Zàmbia                   | 2–0 | Etiòpia |
| ------------------------ | --- | ------- |
| Makufi 2' · Kampamba 67' |     |         |

Zàmbia guanyà 2–1 en l'agregat.
| Seychelles | 0–1 | Zimbàbue      |
| ---------- | --- | ------------- |
|            |     | Mwaruwari 35' |

 Victoria, Seychelles
| Zimbàbue                           | 5–0 | Seychelles |
| ---------------------------------- | --- | ---------- |
| Petros · Makunike · Ndlovu · Ncube |     |            |

Zimbàbue guanyà 6–0 en l'agregat.
| Tanzània | 0–1 | Maurici    |
| -------- | --- | ---------- |
|          |     | Naboth 57' |

 Benjamin Mkapa National Stadium, Dar es Salaam
| Maurici                            | 3–2 | Tanzània                |
| ---------------------------------- | --- | ----------------------- |
| Bax 77' · François 79' · Perle 88' |     | Tembele 24' · Lungu 28' |

Maurici guanyà 4–2 en l'agregat.
| Uganda                               | 3–1 | Malawi       |
| ------------------------------------ | --- | ------------ |
| Mubiru 3' · Magumba 14' · Mukasa 52' |     | Chitsulo 89' |

| Malawi       | 1–2 | Uganda                  |
| ------------ | --- | ----------------------- |
| Chirwali 51' |     | Mubiru 30' · Musisi 81' |

Uganda guanyà 5–2 en l'agregat.
| Lesotho       | 1–0 | Moçambic |
| ------------- | --- | -------- |
| Ntsonyana 85' |     |          |

| Moçambic        | 1–0 | Lesotho |
| --------------- | --- | ------- |
| Dário 82'       |     |         |
| Tanda de penals |     |         |
|                 | 2–3 |         |

Lesotho guanyà 3–2 en els penals després de 1–1 en l'agregat.
| Swazilàndia                                 | 3–2 | Kenya                  |
| ------------------------------------------- | --- | ---------------------- |
| D. Dlamini 43', 75' (pen.) · M. Dlamini 56' |     | Otieno 38' · Okoth 86' |

 Somholo National Stadium, Lobamba
| Kenya                                | 3–0 | Swazilàndia |
| ------------------------------------ | --- | ----------- |
| Onyango 19' · Okoth 78' · Simiyu 83' |     |             |

Kenya guanyà 5–3 en l'agregat.
| Marroc | n/d | Guinea Bissau |
| ------ | --- | ------------- |
|        |     |               |

Guinea-Bissau abandonà; Marroc classificat.

## Fase de grups

### Grup 1
Error de Lua a Mòdul:Sports_table/sub a la línia 10: attempt to concatenate local 'text' (a nil value).
| Nigèria                           | 4–0 | Namíbia |
| --------------------------------- | --- | ------- |
| Ikpeba 39', 73', 88' · Ojigwe 55' |     |         |

| Zàmbia   | 1–2 | Madagascar                          |
| -------- | --- | ----------------------------------- |
| Lota 34' |     | Ratsimialona 42' · Randrianaivo 75' |

| Madagascar | 0–0 | Nigèria |
| ---------- | --- | ------- |
|            |     |         |

| Namíbia    | 1–2 | Zàmbia                  |
| ---------- | --- | ----------------------- |
| Mukwaya 9' |     | Mwape 80' · Chepita 81' |

| Nigèria   | 1–0 | Zàmbia |
| --------- | --- | ------ |
| Agali 33' |     |        |

| Namíbia                  | 2–2 | Madagascar                          |
| ------------------------ | --- | ----------------------------------- |
| Hindjou 77' · Hummel 89' |     | Randrianaivo 33' · Ratsimialona 44' |

| Zàmbia               | 1–1 | Nigèria      |
| -------------------- | --- | ------------ |
| Okoronkwo 42' (p.p.) |     | Akwuegbu 30' |

| Madagascar   | 1–2 | Namíbia                     |
| ------------ | --- | --------------------------- |
| Menakely 30' |     | Pienaar 5' · Diergaardt 10' |

| Zàmbia | 0–0 | Namíbia |
| ------ | --- | ------- |
|        |     |         |

| Nigèria     | 1–0 | Madagascar |
| ----------- | --- | ---------- |
| Akwuegbu 4' |     |            |

| Namíbia | 0–2 | Nigèria                  |
| ------- | --- | ------------------------ |
|         |     | Yakubu 89' · Shuaibu 90' |

| Madagascar | 0–1 | Zàmbia    |
| ---------- | --- | --------- |
|            |     | Lungu 13' |

### Grup 2
Error de Lua a Mòdul:Sports_table/sub a la línia 10: attempt to concatenate local 'text' (a nil value).
| Libèria                               | 4–0 | Maurici |
| ------------------------------------- | --- | ------- |
| Roberts 25' · Debbah 47', 49' · Sebwe |     |         |

| Congo                | 1–2 | Sud-àfrica                |
| -------------------- | --- | ------------------------- |
| Guié-Mien 70' (pen.) |     | Mngomeni 21' · August 59' |

| Maurici    | 1–2 | Congo              |
| ---------- | --- | ------------------ |
| Ithier 47' |     | Guié-Mien 27', 29' |

| Sud-àfrica                 | 2–1 | Libèria  |
| -------------------------- | --- | -------- |
| Bartlett 49' · Masinga 73' |     | Daye 80' |

| Maurici             | 1–1 | Sud-àfrica  |
| ------------------- | --- | ----------- |
| François 60' (pen.) |     | Buckley 43' |

| Libèria                                              | 5–1 | Congo      |
| ---------------------------------------------------- | --- | ---------- |
| Debbah 23', 60' · Makor 30' · Roberts 51' · Daye 62' |     | Christ 21' |

| Sud-àfrica                         | 3–0 | Maurici |
| ---------------------------------- | --- | ------- |
| McCarthy 4' · Phiri 14' · Zuma 20' |     |         |

| Congo | 0–1 | Libèria  |
| ----- | --- | -------- |
|       |     | Daye 62' |

| Congo | 0–0 | Maurici |
| ----- | --- | ------- |
|       |     |         |

| Libèria          | 1–1 | Sud-àfrica  |
| ---------------- | --- | ----------- |
| Makor 48' (pen.) |     | Rabutla 39' |

| Maurici | 0–2 | Libèria       |
| ------- | --- | ------------- |
|         |     | Tondo 1', 61' |

| Sud-àfrica | 0–0 | Congo |
| ---------- | --- | ----- |
|            |     |       |

### Grup 3
Error de Lua a Mòdul:Sports_table/sub a la línia 10: attempt to concatenate local 'text' (a nil value).
| Gabon                  | 2–0 | Marroc |
| ---------------------- | --- | ------ |
| Nzeng 38' · Bito'o 56' |     |        |

| Kenya | 0–0 | Tunísia |
| ----- | --- | ------- |
|       |     |         |

| Tunísia                                        | 4–2 | Gabon                     |
| ---------------------------------------------- | --- | ------------------------- |
| Jaziri 3' · Jaïdi 42' · Gabsi 58' · Thabet 75' |     | Moubamba 14' · Bito'o 25' |

| Marroc     | 1–0 | Kenya |
| ---------- | --- | ----- |
| Chippo 43' |     |       |

| Tunísia | 0–1 | Marroc      |
| ------- | --- | ----------- |
|         |     | Camacho 49' |

| Kenya                  | 2–1 | Gabon      |
| ---------------------- | --- | ---------- |
| Maruti 16' · Mumba 72' |     | Nguema 12' |

| Marroc                   | 2–0 | Tunísia |
| ------------------------ | --- | ------- |
| Chippo 20' · Camacho 60' |     |         |

| Gabon           | 1–1 | Kenya        |
| --------------- | --- | ------------ |
| Ondo 67' (pen.) |     | Wanyonyi 85' |

| Kenya    | 1–1 | Marroc     |
| -------- | --- | ---------- |
| Origi 5' |     | Bassir 43' |

| Gabon      | 1–1 | Tunísia     |
| ---------- | --- | ----------- |
| Cousin 57' |     | Jelassi 67' |

| Marroc | 0–1 | Gabon      |
| ------ | --- | ---------- |
|        |     | Nguema 43' |

| Tunísia                            | 4–1 | Kenya      |
| ---------------------------------- | --- | ---------- |
| Zitouni 33', 62' · Jaziri 42', 44' |     | Mulama 61' |

### Grup 4
Error de Lua a Mòdul:Sports_table/sub a la línia 10: attempt to concatenate local 'text' (a nil value).
| Burundi | 0–0 | Angola |
| ------- | --- | ------ |
|         |     |        |

| Algèria      | 1–1 | Burkina Faso |
| ------------ | --- | ------------ |
| Tasfaout 62' |     | Zongo 52'    |

| Burkina Faso | 1–0 | Burundi |
| ------------ | --- | ------- |
| Sanou 52'    |     |         |

| Angola                     | 2–2 | Algèria           |
| -------------------------- | --- | ----------------- |
| P.Sousa 52' · Mendonça 66' |     | Tasfaout 10', 26' |

| Algèria                 | 2–1 | Burundi   |
| ----------------------- | --- | --------- |
| Ghazi 6' · Tasfaout 45' |     | Mossi 60' |

| Burkina Faso | 1–0 | Angola |
| ------------ | --- | ------ |
| Zongo 38'    |     |        |

| Burundi | 0–1 | Algèria      |
| ------- | --- | ------------ |
|         |     | Bourahli 17' |

| Angola                   | 2–0 | Burkina Faso |
| ------------------------ | --- | ------------ |
| Quinzinho 44' · Akwá 75' |     |              |

| Algèria                               | 3–2 | Angola                   |
| ------------------------------------- | --- | ------------------------ |
| Saïfi 6', 41' (pen.) · Kherkhache 80' |     | Quinzinho 29' · Joni 60' |

| Burundi | 0–0 | Burkina Faso |
| ------- | --- | ------------ |
|         |     |              |

| Burkina Faso | 1–0 | Algèria |
| ------------ | --- | ------- |
| Traoré 38'   |     |         |

| Angola                  | 2–1 | Burundi       |
| ----------------------- | --- | ------------- |
| Paulão 25' · Flávio 52' |     | Ndikumana 50' |

### Grup 5
Error de Lua a Mòdul:Sports_table/sub a la línia 10: attempt to concatenate local 'text' (a nil value).
| Uganda                       | 3–1 | Guinea        |
| ---------------------------- | --- | ------------- |
| Mubiru 14', 31' · Mukasa 77' |     | Feindouno 44' |

| Senegal | 0–0 | Togo |
| ------- | --- | ---- |
|         |     |      |

| Togo                                             | 3–0 | Uganda |
| ------------------------------------------------ | --- | ------ |
| Salou 29' (pen.) · Kossi 49' · Mohamed Kader 73' |     |        |

| Guinea    | 1–0 | Senegal |
| --------- | --- | ------- |
| Baldé 59' |     |         |

 Stade du 28 Septembre, Conakry
| Uganda      | 1–1 | Senegal  |
| ----------- | --- | -------- |
| Kaweesa 69' |     | Thiaw 6' |

| Guinea | 0–0 | Togo |
| ------ | --- | ---- |
|        |     |      |

 Stade du 28 Septembre, Conakry
| Senegal                        | 3–0 | Uganda |
| ------------------------------ | --- | ------ |
| Diouf 18', 85' · H. Camara 40' |     |        |

| Uganda | 0–3 | Togo                               |
| ------ | --- | ---------------------------------- |
|        |     | Mohamed Kader 34', 70' · Dogbe 48' |

| Togo      | 1–0 | Senegal |
| --------- | --- | ------- |
| Kossi 32' |     |         |

### Grup 6
Error de Lua a Mòdul:Sports_table/sub a la línia 10: attempt to concatenate local 'text' (a nil value).
| Zimbàbue                       | 3–2 | República Democràtica del Congo      |
| ------------------------------ | --- | ------------------------------------ |
| Petros 6', 73' · P. Ndlovu 22' |     | Mayélé 29' (pen.) · Wakanyenkele 67' |

| Lesotho                                | 3–3 | Ghana                     |
| -------------------------------------- | --- | ------------------------- |
| Lephoto 47' · Majara 49' · Makhele 61' |     | Amoah 27' · Duah 80', 88' |

| Ghana                                                  | 4–1 | Zimbàbue      |
| ------------------------------------------------------ | --- | ------------- |
| Appiah 28' · Duah 42' · Amoah 48' · Akunnor 78' (pen.) |     | Mwaruwari 47' |

| República Democràtica del Congo | 1–1 | Lesotho        |
| ------------------------------- | --- | -------------- |
| Nvula 57'                       |     | Mpakanyane 65' |

| Zimbàbue      | 1–2 | Lesotho                       |
| ------------- | --- | ----------------------------- |
| Mwaruwari 21' |     | Majara 40' · Seema 87' (pen.) |

| República Democràtica del Congo | 2–1 | Ghana    |
| ------------------------------- | --- | -------- |
| Dinzey 10' · Mbungu 13'         |     | Ayew 77' |

| Lesotho | 0–1 | Zimbàbue      |
| ------- | --- | ------------- |
|         |     | P. Ndlovu 88' |

| Ghana                         | 3–0 | República Democràtica del Congo |
| ----------------------------- | --- | ------------------------------- |
| Allotey 17', 84' · Appiah 49' |     |                                 |

| Lesotho | 0–0 | República Democràtica del Congo |
| ------- | --- | ------------------------------- |
|         |     |                                 |

| Zimbàbue   | 1–2 | Ghana                        |
| ---------- | --- | ---------------------------- |
| Mugeyi 15' |     | Owusu-Ansah 39' · Boakye 89' |

| República Democràtica del Congo | 2–1 | Zimbàbue     |
| ------------------------------- | --- | ------------ |
| Mulangu 54' · Mulekelayi 56'    |     | Mwaruwari 7' |

| Ghana                             | 3–1 | Lesotho        |
| --------------------------------- | --- | -------------- |
| Appiah 25' · Gyan 31' · Amoah 37' |     | Nts'onyana 63' |

### Grup 7
Error de Lua a Mòdul:Sports_table/sub a la línia 10: attempt to concatenate local 'text' (a nil value).
| Egipte           | 1–0 | Costa d'Ivori |
| ---------------- | --- | ------------- |
| Abdel Hafeez 15' |     |               |

| Líbia          | 1–0 | Sudan |
| -------------- | --- | ----- |
| Al-Masrati 44' |     |       |

 Estadi 11 de Juny, Trípoli
| Sudan | 0–1 | Egipte        |
| ----- | --- | ------------- |
|       |     | H. Hassan 22' |

| Costa d'Ivori           | 2–1 | Líbia       |
| ----------------------- | --- | ----------- |
| Bakayoko 17' · Zoko 87' |     | Al Masli 8' |

| Egipte                                                | 4–0 | Líbia |
| ----------------------------------------------------- | --- | ----- |
| I. Hassan 27' · A. Hassan 47', 62' · Sabry 66' (pen.) |     |       |

| Costa d'Ivori        | 2–0 | Sudan |
| -------------------- | --- | ----- |
| Keïta 38' · Zoko 80' |     |       |

| Líbia                          | 2–0 | Egipte |
| ------------------------------ | --- | ------ |
| Al-Tawerghi 53' · Al Masli 65' |     |        |

| Sudan | 0–0 | Costa d'Ivori |
| ----- | --- | ------------- |
|       |     |               |

| Egipte                         | 3–2 | Sudan                              |
| ------------------------------ | --- | ---------------------------------- |
| A. Hossam 20', 51' · Hosni 58' |     | Moga 69' · Faroug Jabra 89' (pen.) |

| Líbia | 0–3 | Costa d'Ivori                         |
| ----- | --- | ------------------------------------- |
|       |     | Keïta 21' · Bakayoko 31' · Ettien 67' |

 Estadi 11 de Juny, Trípoli
| Costa d'Ivori                             | 2–2 | Egipte               |
| ----------------------------------------- | --- | -------------------- |
| Bakayoko 70' (pen.) · El-Sayed 83' (p.p.) |     | Hosni 56' · Said 84' |

| Sudan            | 1–0 | Líbia |
| ---------------- | --- | ----- |
| Edward Jildo 45' |     |       |

 Khartoum Stadium, Khartoum

## Equips classificats
Els 16 equips classificats foren:
- Algèria
- Burkina Faso
- Camerun (vigent campió)
- República Democràtica del Congo
- Egipte
- Ghana
- Costa d'Ivori
- Libèria
- Mali (seu)
- Marroc
- Nigèria
- Togo
- Senegal
- Sud-àfrica
- Tunísia
- Zàmbia